# 沃莱讷 (索姆省)
沃莱讷（法語：Velennes，法語發音：[vəlɛn]）是法国上法蘭西大區索姆省的一个市镇，属于亚眠区。

## 地理
沃莱讷（49°45'48"N, 2°5'38"E）面积3.96 平方千米，位于法国上法蘭西大區索姆省，该省份为法国北部沿海省份，北起加来海峡省和北部省，西接滨海塞纳省和大西洋英吉利海峡，南至瓦兹省，东临埃纳省。
与沃莱讷接壤的市镇（或旧市镇、城区）包括：孔特尔、孔蒂、弗雷蒙捷。
沃莱讷的时区为UTC+01:00、UTC+02:00（夏令时）。

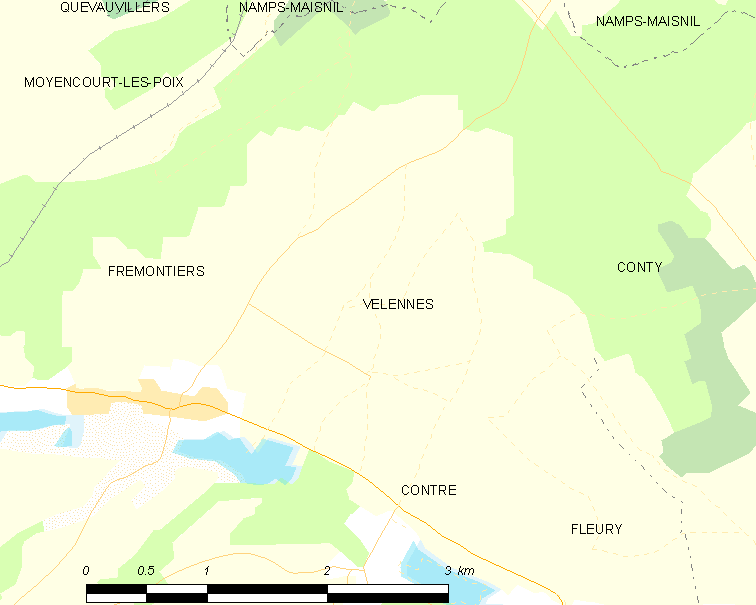
沃莱讷的OSM定位图

## 行政
沃莱讷的邮政编码为80160，INSEE市镇编码为80786。

## 政治
沃莱讷所属的省级选区为努瓦河畔阿伊县。

## 人口

1962-2008年间沃莱讷人口变化图示

沃莱讷于2022年1月1日时的人口数量为141人。